# Джанні Гігу
Джанні Бісмарк Гігу Мартінес (ісп. Gianni Bismark Guigou Martínez, нар. 22 лютого 1975, Нуева-Пальміра, Уругвай) — уругвайський футболіст, що грав на позиції півзахисника.
Виступав, зокрема, за клуби «Насьйональ», «Рома» а також національну збірну Уругваю.
Дворазовий чемпіон Уругваю, чемпіон Італії, володар Суперкубка Італії з футболу.

## Клубна кар'єра
У дорослому футболі дебютував 1995 року виступами за команду клубу «Насьйональ», в якій провів п'ять сезонів, взявши участь у 64 матчах чемпіонату. За цей час двічі виборював титул чемпіона Уругваю.
Згодом з 2000 по 2009 рік грав у складі команд клубів «Рома», «Сієна», «Фіорентина» та «Тревізо». Протягом цих років додав до переліку своїх трофеїв титул чемпіона Італії, ставав володарем Суперкубка Італії з футболу.
Завершив професійну ігрову кар'єру у клубі «Насьйональ», у складі якого вже виступав раніше. Прийшов до команди 2009 року, захищав її кольори до припинення виступів на професійному рівні у 2010.

## Виступи за збірну
1999 року дебютував в офіційних матчах у складі національної збірної Уругваю. Протягом кар'єри у національній команді, яка тривала 6 років, провів у формі головної команди країни 41 матч.
У складі збірної був учасником розіграшу Кубка Америки 1999 року у Парагваї, де разом з командою здобув «срібло», чемпіонату світу 2002 року в Японії і Південній Кореї.

## Титули і досягнення
- Чемпіон Уругваю (2):

«Насьйональ»: 1998, 2000
- Чемпіон Італії (1):

«Рома»: 2000–2001
- Володар Суперкубка Італії з футболу (1):

«Рома»: 2001
- Срібний призер Кубка Америки: 1999